# Hugô St-Onge
Pour les articles homonymes, voir St-Onge.
Hugô St-Onge, né en 1974, est le chef du Bloc Pot de 2002 à 2012.

## Biographie
Son implication politique remonte au début des années 1990 avec le projet souverainiste du gouvernement québécois.
À partir de 1995, il s'engage dans le mouvement étudiant en étant un leader de la grève étudiante de 1996.
Au mois d'octobre 1998, il quitte temporairement le terrain étudiant pour se présenter comme candidat du Bloc Pot et devient le représentant officiel de cette formation politique,.
En 1999, il participe à la création du Club compassion de Montréal, un projet collectif de distribution de cannabis médical, avec un groupe de militants du Bloc Pot.
Par la suite, il fonde le Parti marijuana en aidant un camarade de lutte à se présenter en Nouvelle-Écosse contre Joe Clark, chef du Parti progressiste-conservateur du Canada.

## Résultats
|                                                                                               | Nom                                                           | Parti               | Nombre de voix | %      | Maj.  |
| --------------------------------------------------------------------------------------------- | ------------------------------------------------------------- | ------------------- | -------------- | ------ | ----- |
|                                                                                               | Andrés Fontecilla                                             | Québec solidaire    | 14 226         | 47,3 % | 5 301 |
|                                                                                               | George Tsantrizos                                             | Libéral             | 8 925          | 29,7 % | -     |
|                                                                                               | Simon Langelier                                               | Coalition avenir    | 2 664          | 8,9 %  | -     |
|                                                                                               | Marie-Aline Vadius                                            | Parti québécois     | 2 344          | 7,8 %  | -     |
|                                                                                               | Apostolia Petropoulos                                         | NPD Québec          | 574            | 1,9 %  | -     |
|                                                                                               | Juan Vazquez                                                  | Vert                | 530            | 1,8 %  | -     |
|                                                                                               | Mohammad Yousuf                                               | Conservateur        | 354            | 1,2 %  | -     |
|                                                                                               | Chef Jean Louis Thémis (Jean-Louis Thémistocle Randriantiana) | Parti culinaire     | 169            | 0,6 %  | -     |
|                                                                                               | Mathieu Marcil                                                | Parti nul           | 137            | 0,5 %  | -     |
|                                                                                               | Hugô St-Onge                                                  | Bloc pot            | 73             | 0,2 %  | -     |
|                                                                                               | Eric Lessard                                                  | Citoyens au pouvoir | 60             | 0,2 %  | -     |
|                                                                                               | Arezki Malek                                                  | Marxiste-léniniste  | 35             | 0,1 %  | -     |
| Total                                                                                         | Total                                                         | Total               | 30 091         | 100 %  |       |
| Le taux de participation lors de l'élection était de 63,6 % et 375 bulletins ont été rejetés. |                                                               |                     |                |        |       |